# Прикарпатська стріла
Прикарпатська стріла — турнір зі стрільби із лука, що проходив у 1960–1987 роках в Бориславі на стадіоні «Нафтовик». Спочатку — всесоюзний, потім — міжнародний.
Організований за ініціятиви Романа Труша (син художника Івана Труша, онук Михайла Драгоманова, заслужений тренер України), Михайла Блинди, Тараса Бандери (небіж Степана Бандери), Андрія Гавришківа.